# Вековка (посёлок)
Вековка — посёлок в Гусь-Хрустальном районе Владимирской области России, входит в состав Григорьевского сельского поселения.

## География
Посёлок расположен примерно в 16 км на юго-восток от центра Гусь-Хрустального. В посёлке одноимённая станция стыкования Муромского региона Горьковской железной дороги. С районным центром посёлок связан автомобильной дорогой с твёрдым покрытием.

## История
Как населённый пункт Вековка известна с 1803 года, когда меценатом Иваном Сергеевичем Мальцовым в урочище Вековка был основан стекольный завод, проработавший до середины XIX века.
В 1905 году деревня входила в состав Заколпской волости Меленковского уезда и имела 15 дворов при численности населения 53 человека. В 1912 году с открытием движения на железнодорожной магистрали Люберцы — Арзамас в Вековке был построен разъезд. 
В 1972 году деревня Вековка была уничтожена лесными пожарами.
В начале 1980-х годов вместо небольшого разъезда в Вековке была построена огромная станция стыкования, подъездные автодороги и жилой посёлок с развитой инфраструктурой. Станция стыкования на двухпутной магистрали в Вековке работает с 1986 года.

## Население
| 2002 | 2010 | 2021 |
| ---- | ---- | ---- |
| 989  | ↘895 | ↘861 |

## Инфраструктура
В поселке имеются Вековская основная общеобразовательная школа (открыта в 1994 году), дом культуры, фельдшерско-акушерский пункт, отделение почтовой связи (индекс 601536).